# 孫夫人
孫夫人（182年后—211年后），吴郡富春（今浙江省杭州市）人，东汉末年讨虏将军孙权之妹，左将军刘备夫人。其名不詳，京劇常以「尚香」為名。

## 生平

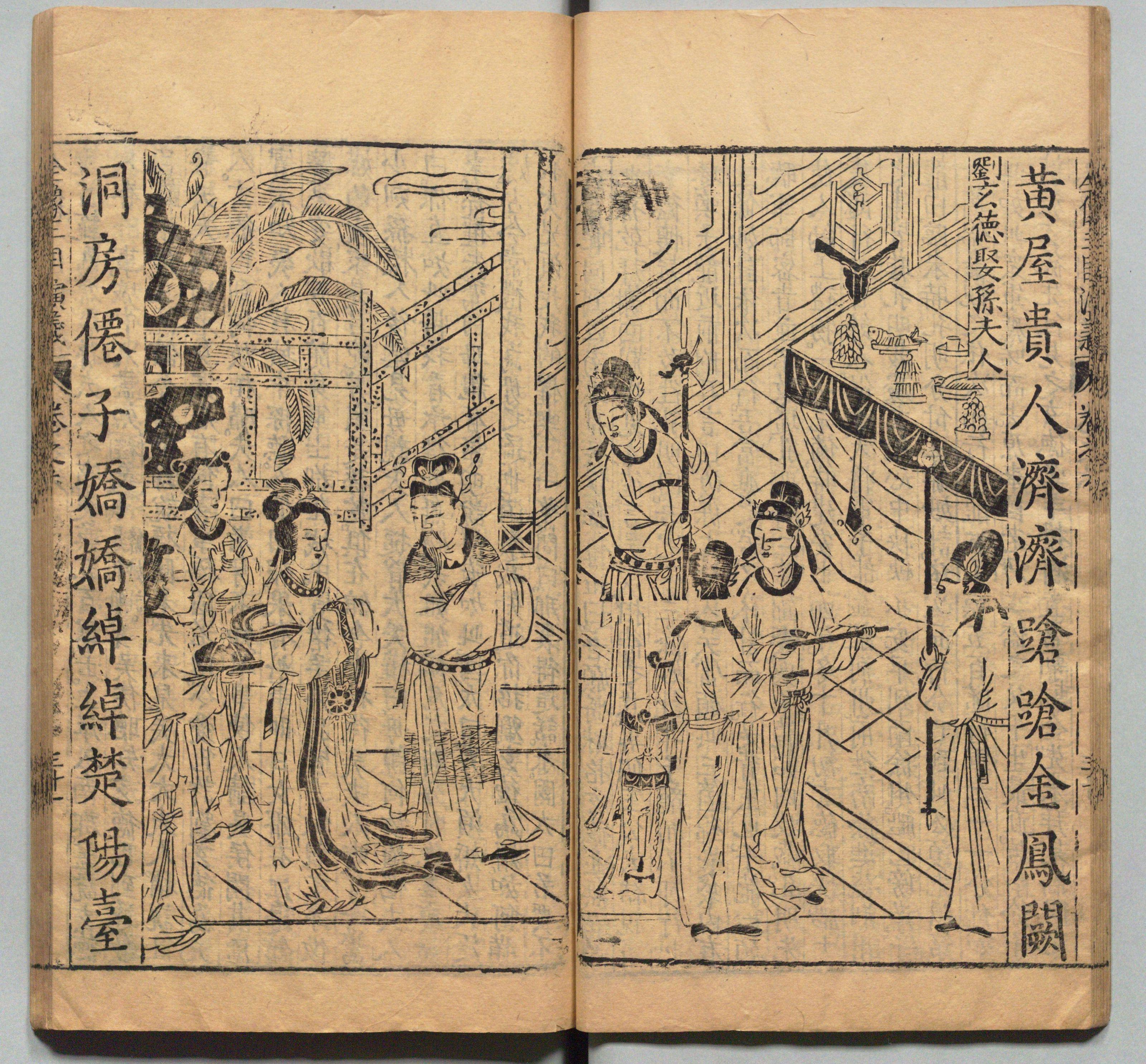
周曰校插图版《三国志通俗演义》中的刘备娶孙夫人

孫夫人，是孙权之妹，才智敏捷，性格刚强，有其诸兄之风。
赤壁之战后，孙权渐渐不敢轻视左将军刘备，将妹妹嫁给刘备。作为回应，刘备婚後至京口拜见孙权，两人商讨荆州事宜并结下私人交情。然而孙夫人依仗自己兄长骄矜傲慢，其手下吴兵大多不遵从法度。孙夫人又有侍婢百余人，常常持刀护卫，刘备每入内房，常惴惴不安，恐遭遇不测。後刘备派赵云管理内事，据诸葛亮所说，孙夫人被刘备看作与孙权、曹操一样的威胁。
212年（建安十七年），刘备入蜀，法正劝刘备让孙夫人回江東。孫權趁刘备入蜀派大船遣人接回孙夫人，孙夫人想将刘禅一并带走，诸葛亮派遣赵云、张飞夺回。214年（建安十九年），刘备平定益州后，听从群臣建议娶吴懿之妹吴氏为繼室。

## 下落
孫夫人此后事迹不详。嚴衍《資治通鑑補》稱孫權曾向劉備求和，將孫夫人送還劉備。孫夫人抵達灤江時，聽聞劉備駕崩，便投江自盡。但经清代史学家杭世骏考证，此说来源于蛟矶与孙夫人附会在一起後出现的讹传。羅開玉在《諸葛亮與三國文化》一書中也考證，灤州蛟磯在明代以前本與孫夫人無關聯，明代中期始祭祀孫夫人，並從那時起演變出了孫夫人在當地投江而死的傳說。

## 民間形象

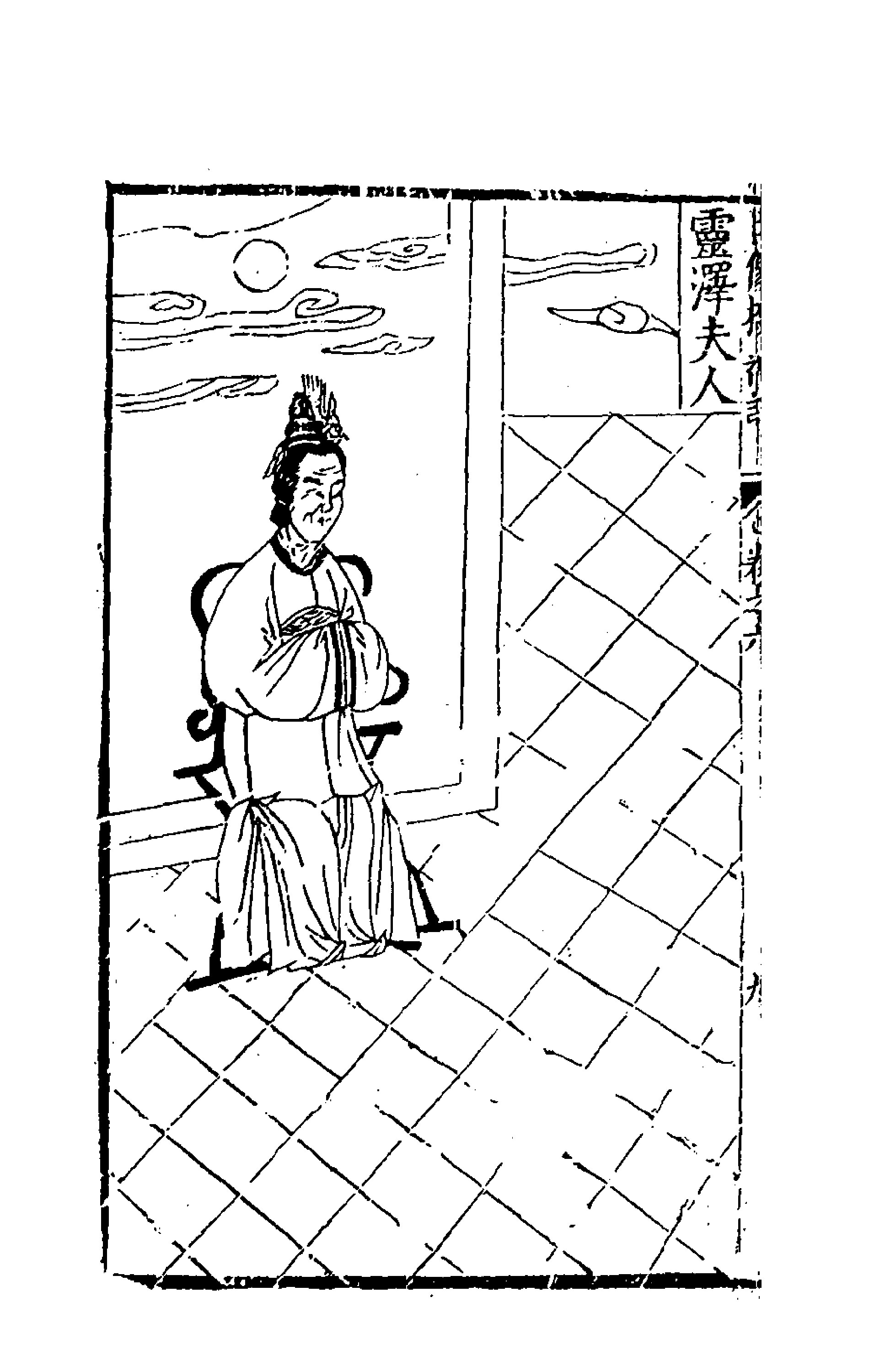
孫夫人

《三國演義》描述赤壁之戰後，孫權和劉備雙方面和心不和，準備以其妹假意嫁於劉備，再乘機殺之，誰知最後孫夫人果真嫁給劉備到荊州去了，由此引出“赔了夫人又折兵”一諺語。她逃回東吳後，得知劉備在夷陵之戰戰敗，誤以為劉備在白帝城戰死，遂投江自殺。安徽蕪湖西江中蟂磯有祠祀孫夫人，稱靈澤夫人。南宋之後常見於文學作品，如歐陽玄的七律《蛟磯烟浪》、王陽明的《登蛟磯》、徐渭、孫正詮、王士禛的《蛟磯靈澤夫人祠》等。值得注意的是，道光年間慶琛的聯中出現藏有「孫尚香」之名的藏頭詩「尚節貞操傳千古，香煙繚繞供萬家」。
嘉庆帝年间，芜湖祭祀孙夫人。

### 姓名之谜
正史《三国志》中并没有提到孙夫人的真实姓名。而在小说《三国演义》中有提到孙坚之女名曰孙仁，而后文出现的孙夫人则显然是这位孙仁。不過，裴松之在给《三国志》作注时曾提到孙仁乃是孙坚庶子孙朗的别名，也就是说，孙仁其实是一位男子。

### 京劇
京劇之中，孫夫人常以「尚香」為名。
- 《甘露寺》：吳夫人親在甘露寺面相劉備，以兩國和好為重，將孫尚香真地許嫁劉備。[13]
- 《回荊州》：劉備與孫夫人返回荊州的故事。[14]
- 《別宮》：孫尚香自荊州回到東吳以後，聽說劉備伐東吳失敗，劉備死於白帝城，痛不欲生。當即進宮辭別母后吳國太，到江邊遙祭丈夫，祭後投江而死。[15]
- 《祭長江》：諸葛亮派遣趙雲截江奪回阿斗後，孫夫人獨居江東。後關羽、張飛遇害，劉備興師大伐東吳，被陸遜用火攻之計，連營七百餘里盡付一炬，劉備僅以身免，後趙雲救往白帝城暫避。孫夫人在吳聞信，誤劉備已死，不勝悲痛，乃請於國太，欲往江邊祭奠，以盡夫婦之誼，國太允之。夫人至江邊，易白衣冠望西號哭，孫夫人竟投江而死。後人相傳孫夫人投江後，上帝嘉其貞潔，封為梟姬。[16]
- 《別宮祭江》：尚香自荊州回到東吳以後，聽說劉備伐東吳失敗，劉備死於白帝城，痛不欲生。當即進宮辭別母后吳國太，到江邊遙祭丈夫，祭後投江而死。[17]
- 《孝義節》：《別宮祭江》之後，孫尚香鬼魂還宮，托兆吳后，自言投水之後，屍向西逆流，在蕪湖城旁，已蒙上帝嘉我節烈，敕封為梟姬娘娘，受世人祭享。但雖受封，卻無廟堂可以憑式。吳后乃許為立廟。[18]

## 家庭

### 夫
- 劉備

### 父
- 孫堅

### 母
- 吴夫人

### 兄姊
- 孫策
- 孫權
- 孫翊
- 孫匡
- 孫朗
- 孫氏（嫁曲阿弘咨）
- 孙氏（嫁陈氏，其所生女嫁汉寿潘濬子潘秘）

### 養子
- 劉禪，蜀後主

## 流行文化

### 小说
- 日本作家吉川英治所著小说《三国志》描写了孙夫人，绰号“弓腰姫”。由于吉川英治及其作品在日本的巨大影响力，因此孙夫人在日本文艺作品中也常有此别称。

### 電影
- 张织云在電影《美人记》中扮演孫夫人。
- 趙薇在電影《赤壁》中扮演孫尚香。
- 鍾欣桐在電影《越光寶盒》中扮演孫尚香。

### 電視劇
- 赵越在電視劇《三國演义》中扮演孫夫人。
- 關詠荷在電視劇《關公》中扮演孫尚香。
- 曾沛慈在電視劇《終極三國》中扮演孫尚香。
- 林心如在電視劇《三國》中扮演孙尚香。
- 石惠君在電視劇《葉青歌仔戲：孔明三氣周瑜》中扮演孫尚香。
- 高娜恩在電視劇《武神赵子龙》中扮演孫尚香。
- 陳詩敏在電視劇《終極三國》 (2017年)中扮演孫尚香。

### 遊戲作品
- 《軒轅劍外傳 漢之雲》的女主角之一耶亞希·芭娜設定為孫尚香之義女。
- 趙碩之在網絡遊戲《赤壁online》中扮演孫尚香。
- 孫尚香為電玩遊戲《真三國無雙系列》和《無雙OROCHI系列》之吳國女性可使用角色之一（配音：宇和川惠美）。
- 孙尚香为手游《王者荣耀》人物，声优：陶典；游戏别称：大小姐、香香、刘夫人。
- 孫尚香為手遊《三國Blade》吳國女性角色
- 孫尚香為手遊《怪物彈珠》三國志系列角色
- 孫尚香為《三國殺》吳國女性角色(技能:梟姬,結姻)
- 孫仁為單機遊戲《三國 全面戰爭》江東派系女性角色
- 孙尚香为《代号鸢》内可使用的卡牌角色

### 卡通
- 《三國演義》
- 《SD GUNDAM三國傳BraveBattleWarriors》中的孫尚香由神田朱未配音。
- 《SD高达世界 三国创杰传》原型为嫣红突击高达。

### 漫畫
- 日本漫畫《蒼天航路》（王欣太）中她的名字叫孫燁夏。
- 香港漫畫《火鳳燎原》（陳某）中她的名字叫孫淑，於火燒洛陽篇時登場，隨黃蓋潜入洛陽[19]，原本為袁方[20]之政治婚姻對象。

## 评价
- 陳壽《三国志·蜀书·法正传》：“才捷刚猛，多有诸兄之风。”
- 陳壽《三国志·蜀书·趙雲传》引用《（趙）雲別傳》曰：“此时先主孙夫人以权妹骄豪，多将吴吏兵，纵横不法。”

## 相關建筑

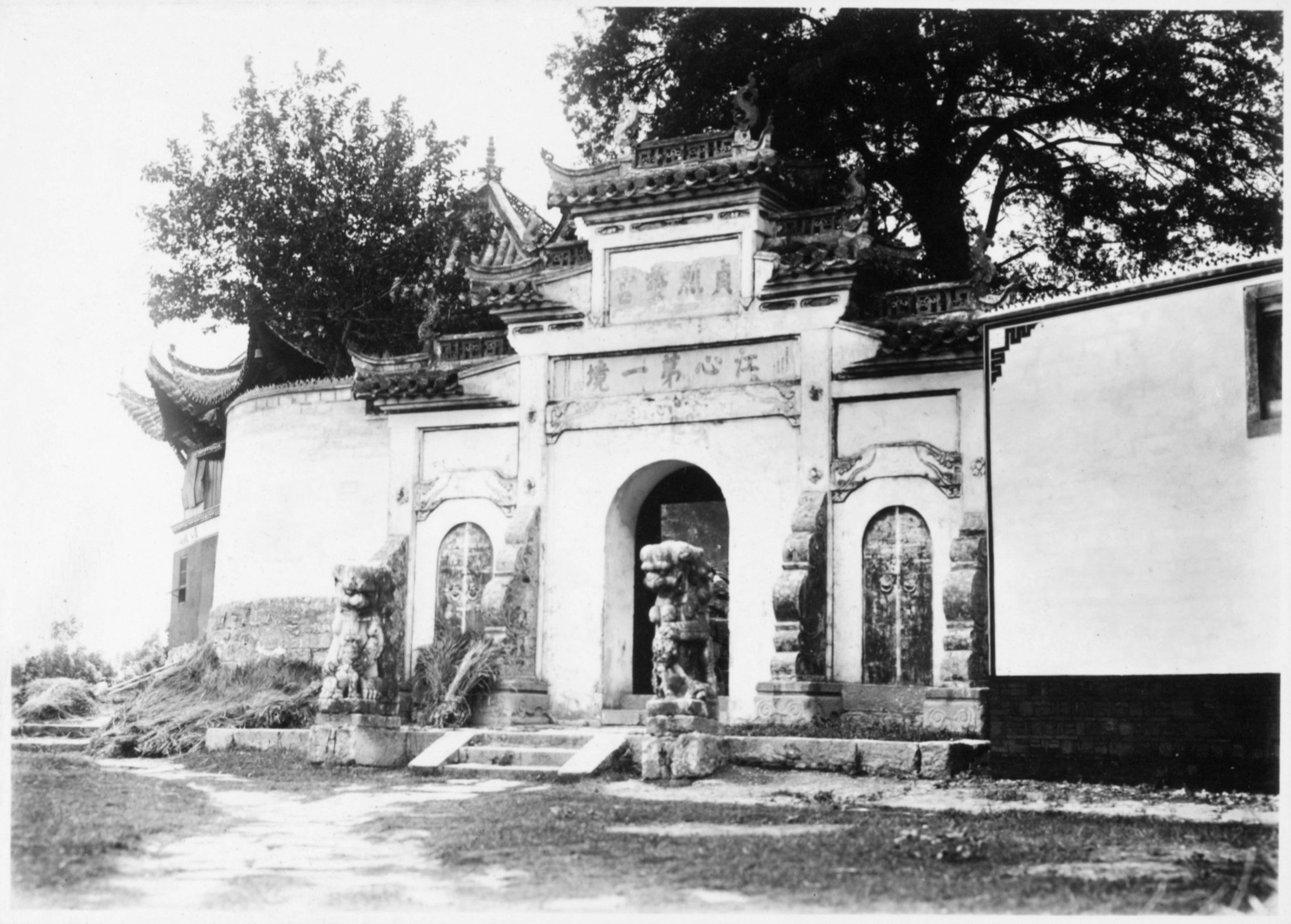
靈澤廟旧貌

- 绣林亭：石首城区西北绣林山滨江处。山顶建有“绣林亭”。据传，三国时代，孙权的妹妹孙夫人，从千里之外的吴国到荆州来，与刘备成婚。船刚到石首，她就被阳歧山挂锦结秀的美景所吸引。特别是那两条从山顶拖到江滩的彩练，像两道长虹，叫人看了格外开心。上岸后，更加赏心悦目。北宋诗人黄庭坚在此留下名句：“风流亭馆在笤峣，芬馥园林锦绣饶。红影绿荫成翠幄，叠萝盘薜上青霄。”
- 望夫台：阳歧山顶，孙夫人登顶西望丈夫刘备处，现有近造夫人塑像在。
- 孙夫人城：今湖北公安县西二十里有孱陵故城，又名孙夫人城。相传孙夫人和刘备彼此猜疑，所以造了这座城，不与刘备同住。[21]
- 蛟矶庙：位于芜湖市蛟矶上，供奉孙夫人，又名灵泽夫人祠。

## 外部資料
- 【中國京劇戲考】（页面存档备份，存于）